# Širakami Sanči
Širakami-Sanči (白神山地) je na Unescovem seznamu svetovne dediščine v regiji Tōhoku na severnem Honšuju na Japonskem. To gorsko območje vključuje zadnji pragozd Sieboldove bukve (Fagus crenata), ki je nekoč pokrival večino severne Japonske. Območje se razteza tako med prefekturama Akita kot Aomori. Od vseh 1300 kvadratnih kilometrov je bil trakt, ki pokriva 169,7 kvadratnih kilometrov, leta 1993 vključen na seznam svetovne dediščine. Živali, najdene na tem območju, so japonski črni medved (Ursus thibetanus japonicus), japonski serov (Capricornis crispus), japonski makak (Macaca fuscata) in 87 vrst ptic. Širakami-Sanči je bilo eno prvih območij, vpisanih na seznam svetovne dediščine na Japonskem, skupaj z akušimo, gradom Himedži in budističnimi spomeniki na območju Horju-dži leta 1993. Za vstop v osrčje območja je potrebno dovoljenje gozdnega gospodarstva Širakami-Sanči.

## Lokacija
Širakami-Sanči je območje divjine, ki pokriva eno tretjino gorovja Širakami. Ima največji preostali deviški bukov gozd v vzhodni Aziji in je ostanek hladno-zmernih bukovih gozdov, ki so prekrivali hribe in gorska pobočja severne Japonske od osem do dvanajst tisoč let v preteklost. Območje je na nadmorski višini od 100 metrov do 1243 metrov. Bukovi gozdovi so razširjeni po Severni Ameriki, Evropi in Vzhodni Aziji in naj bi izvirali iz cirkumpolarne vegetacije pred zadnjim ledeniškim obdobjem. Za lokacijo v bližini Japonskega morja je značilno izrazito močno snežno okolje, ki omogoča ohranitev celotnega ekosistema stabilnega vrhunskega bukovega gozda, ki je iz večine sveta izginil.
Območje svetovne dediščine je znotraj meja več občin Adžigasava, Fudžisato, Fukaura in Nišimeja. Slapovi Anmon no Taki so v zahodnem delu Nišimeje, približno 3,5 kilometra zahodno od jezera Mijama.

## Poudarki

### Pragozd bukve
Poleg bukve najdemo v gozdu katsuro (japonski cercidifil - cercidiphyllum japonicum), kalopanax (ricinusova aralija - Kalopanax septemlobus), japonski gaber (Ostrya japonica) in druge vrste visokih listavcev. Zasajeni gozdovi lesnih dreves, kot je japonska kriptomerija, so nadomestili številne bukove gozdove na severu Japonske; vendar so znotraj meja Širakami-Sanči nespremenjeni bukovi gozdovi gosto in neprekinjeno porazdeljeni. Območje je večinoma divjina brez cest, poti ali umetnih objektov. Bukev navadno ni primerna za gojenje gobe šitake (Lentinula edodes). Zato gojitelji šitak nikoli niso motili bukovih gozdov in ostajajo v veliko večjem stanju ohranjenosti kot okoliški gozdovi. Poleg stroge zakonske zaščite se sečnja bukev zaradi nedostopnosti in razgibanega terena skorajda ni izvajala. Tudi turistične dejavnosti so omejene predvsem na območja ob meji.
Regija Širakami-Sanči vsebuje tudi velika območja gozdov, ki niso zajeta na seznamu svetovne dediščine, in stopnja ohranjenosti na teh območjih ni tako visoka kot na osrednjem območju s seznama.
Medtem ko se je biotska raznovrstnost prvobitnih bukovih gozdov na Zemlji pred približno 2 milijonoma let soočila z znatnim zmanjšanjem zaradi celinske poledenitve; gozdovi na severu Japonske so bili obvarovani pred tem vplivom. Zaradi tega so ti gozdovi ohranili svojo prvotno ekološko sestavo in služijo kot žive časovne kapsule zgodovinskega pomena.

### Anmon no taki (Slapovi Senčnih vrat)
Ti trojni slapovi na območju svetovne dediščine prav tako spadajo v meje prefekturnega naravnega parka Akaiši Keirjū Anmon no Taki in so lahko dostopni peš.

### Živali
- Črna žolna (naravni spomenik)
- japonski serov (Capricornis crispus) - vrsta kozje antilope; (naravni spomenik)
- Planinski jastreb (Nisaetus nipalensis)
- Planinski orel
- japonski makak (Macaca fuscata)
- polh
- japonski črni medved (Ursus thibetanus japonicus)

### Narodni park Cugaru Kuasi
Širakami-Sanchi na vzhodu meji na kvazi–narodni park Cugaru Kuasi.

### Širakami-dake
Širakami-dake je najvišji vrh v Širakami-Sanči. Visok je 1232 m. Sam vrh ni del svetovne dediščine in zato dovoljenje za plezanje ni potrebno. Vrh je opremljen s sanitarijami in zavetji.

### Jūkjū-no-Mori (悠久の杜) festival Širakami
Ob vznožju Širakami-Sanči, mesto Hačimori v okrožju Jamamoto v prefekturi Akita organizira letni koncert na prostem.